# Spondylidinae
Los espondilidinos (Spondylidinae) son una pequeña subfamilia de coleópteros cerambícidos. Comprende alrededor de 100 especies, que se encuentran principalmente en los bosques de coníferas del hemisferio Norte; habiendo especies que han colonizado los bosques de coníferas de zonas tropicales o subtropicales (México, Cuba). Dos géneros, Zamium y Masatopus, se encuentran presentes en el sur de África y Madagascar.

## Morfología
Las larvas son completamente diferentes de las de la subfamilia Cerambycinae, siendo similares a las de Lepturinae; se caracterizan por la cabeza redondeada y un labro largo. Sin embargo, su principal característica es el poseer dos pequeñas espinas juntas en el último segmento abdominal. 
Los adultos poseen un cuerpo muy similar al resto de los cerambícidos, siendo un poco aplanado, oscuro, la cabeza oblicua y antenas menos desarrolladas que las propias de la familia. El dimorfismo sexual, poco acentuado por lo que su identificación es casi nula, a diferencia de Cerambycinae su stridulitrum (zona mediante la cual se frotan macho y hembra) se encuentra dividido.

## Ciclo de vida
Excepto por algunos Saphanini (Saphanus, Drymochares) y Anisarthronini, las larvas de esta subfamilia atacan la madera de coníferas.
Los adultos tienen hábitos nocturnos o crepusculares. Únicamente el género Tetropium, caracterizado por finas rayas en los ojos, posee actividad diurna. Viven en las plantas de las cuales se alimentan, escondiéndose en la corteza o troncos.

## Taxonomía
Ya en 1897 Xambeu unió los géneros Spondylis, Asemum, Chriocephalus (hoy en día Arhopalus) y Tetropium en Spondylinae, basándose en la morfología de la larva. Pero ninguno de los contemporáneos aceptó la idea por su similitud con Prioninae, debido al género Parandra.
Contiene las siguientes tribusː
- Anisarthrini Mamaev & Danilevsky, 1973
- Asemini Thomson, 1860
- Atimiini LeConte, 1873
- Saphanini Gistel, 1856
- Spondylidini Audinet-Serville, 1832

En esos tiempos la mayoría de los géneros se encontraban dentro de la subfamilia Aseminae. El estudio de la morfología de las alas confirmó la agrupación hecha por Xambeu.
Pero mayores estudios, dicen que es una tribu Asemini de la subfamilia Aseminae. La cual evolucionó mucho sobre la base de Prioninae y Vesperinae.